# Пилип'як Юлія Орестівна
Юлія Орестівна Пилип'як — українська спортсменка (спортивна акробатика), майстер спорту міжнародного класу.

## Сім'я
Народилася у родині акробатів. Цим видом спорту займався дідусь, тато і дядько. Вони прищепили Юлі любов до спортивної акробатики.  

## Спортивна кар’єра
З чотирьох років займається спортивною акробатикою, вихованка Дрогобицької дитячо-юнацької спортивної школи імені Івана Боберського У дуеті з Олександрою 10 років.(тренери — Жанна Жгута та Оксана Жгута).

## Освіта
Юля є студенткою факультету фізичного виховання Дрогобицького державного педагогічного університету імені Франка.

## Здобутки
У 2016 році дует акробаток Юлія Плип’як  і Олександра Табачинська встановив світовий рекорд: спортсменки здійснили подвійне сальто з піруетом із рук на руки на 720 градусів. Українки стали єдиними у світі виконавицями такої складної вправи серед жінок.
Чемпіонка Європи (в парі з Олександрою Табачинською) зі спортивної акробатики серед юніорів (2017)..
Чемпіонка України (в тандемі з Олександрою Табачинською) зі спортивної акробатики серед юніорів (2017/2018/2019/2020).
Срібні та бронзові призери Чемпіонату Європи у Ізраїлі серед дорослих.